# Тертерян, Мгер Гайкович
Мге́р Гайкович Тертеря́н (арм.  Մհեր Հայկի Տերտերյան ; род. 23 марта 1977, Ереван, Армянская ССР) — армянский государственный деятель, советник Премьер-министра Армении  (с  11 января 2017 года).

## Биография
- 1994—1999 — учился в Санкт-Петербургском государственном экономическом университете. Кафедра «Коммерция», специальность "Банковское дело".
- с 2001-по настоящее время предпринимательская деятельность на руководящих позициях.
- с 2005 года заместитель Председателя армянской общины "Урарту" Республики Казахстан
- с 2013 года Член Президиума региональной палаты предпринимателей Республики Казахстан
- с 2013 года Член комитета агропромышленного комплекса Национальной Палаты Республики Казахстан
- с 2014 года Член Совета при Министре сельского хозяйства Республики Казахстан
- 11 января 2017 года назначен на должность Советника Премьер-министра Армении[2].

## Награды
- 2013 году награждён президентом Н.Назарбаевым "Золотой медалью" единства народа Казахстана за вклад в укрепление межнационального мира и согласия в государстве
- 2015 году награждён медалью "За верность делу" III степени за особые личные заслуги в развитии экономики и частного предпринимательства Республики Казахстан

## Персональные данные
Женат, имеет трех дочерей.

## Статьи
- Сайт Советника Премье-министра Республики Армения  (рус.)
- Армянская действительность: мифы и реальность  (рус.)
- Հայաստան. միֆ և իրականություն  (арм.)
- Ценностный кризис армянского общества. советник премьер-министра Республики Армения  (рус.)
- Армянская действительность: мифы и реальность  (рус.)
- Հայաստան. միֆ և իրականություն  (арм.)
- Հայ հասարակության արժեքային ճգնաժամը  (арм.)